# Hesseneck
Hesseneck este o fostă comună din landul Hessa, Germania. Pe 1 ianuarie 2018 comuna Hesseneck a fost desființată și inclusă în orașul Oberzent.